# Sao tối
Sao tối là sao chứa một hàm lượng lớn vật chất tối neutralino, được Stephen Hawking cho là một hố đen.